# Tintipán
Tintipán es una isla costera perteneciente a Colombia, ubicada en el golfo de Morrosquillo en el mar Caribe. Con una extensión de un poco más de 2,3 kilómetros cuadrados de superficie terrestre. Administrativamente está bajo jurisdicción del distrito de Cartagena de Indias, cercana a Rincón del Mar. Posee varias lagunas y esta rodeada de otros pequeños islotes y arrecifes.

## Geografía
Es la isla más grande del archipiélago de San Bernardo. Administrativamente, está bajo jurisdicción del distrito de Cartagena de Indias. Desde 1996 Tintipán y gran parte del archipiélago pertenecen al Parque nacional natural Corales del Rosario y de San Bernardo.
Tintipán tiene una disposición alargada en sentido este-oeste, con una longitud de 3,3 km  en su parte más ancha y una longitud de 1,7 km en su parte más larga. Tiene varias ciénagas que se adentran formando islas dentro de la isla y una serie de canales laberínticos que sirven de refugio a las diferentes especies de aves que viven en el ecosistema,  la vegetación está compuesta principalmente por mangle que gracias a su estado de conservación crea barreras naturales que impiden la posibilidad de recorrer la isla caminando.

### Demografía
La isla presenta una densidad poblacional muy baja, la mayoría de los habitantes viven de la pesca, la hostelería, el turismo mundial y de cuidar las propiedades privadas de los diferentes dueños de los terrenos de la isla. La población se encuentra dispersa en la zona costera y no hay ningún centro urbano. El lugar de abastecimiento y encuentro de los habitantes del archipiélago es Santa Cruz del Islote. Tintipán no tiene fuentes de agua dulce y sus habitantes utilizan el agua lluvia y grandes barcazas que la venden, traída desde Cartagena para satisfacer sus necesidades.
En Tintipán la existencia de pantanos y aguas estancadas favorecen la proliferación de zancudos y mosquitos, esto es bien conocido por los habitantes de la región y ha sido un factor que ha ralentizado el desarrollo poblacional de la isla manteniéndola casi desierta y con sus ecosistemas bien conservados. Hoy día existe una amplia infraestructura hotelera y de hostales, destacándose con gran connotación ambiental y de conservación los Eco Hostal Isla Roots y el Eco Hotel Puntanorte, ubicados al norte de la isla.
Para llegar se puede partir desde el puerto ubicado en el municipio de Tolú, o los puertos de Berrugas y Rincón del Mar en el municipio de San Onofre, o desde Cartagena de Indias.

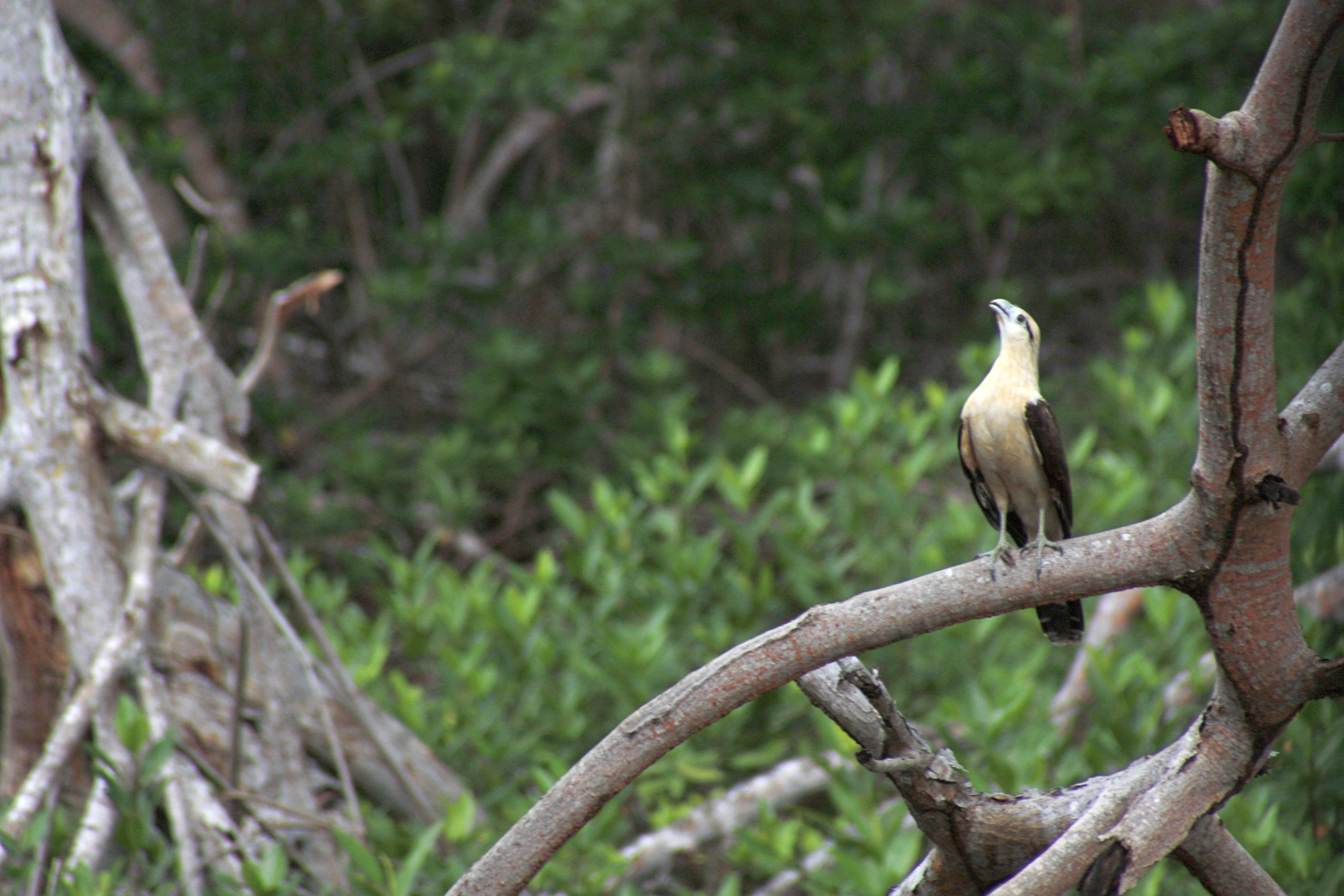
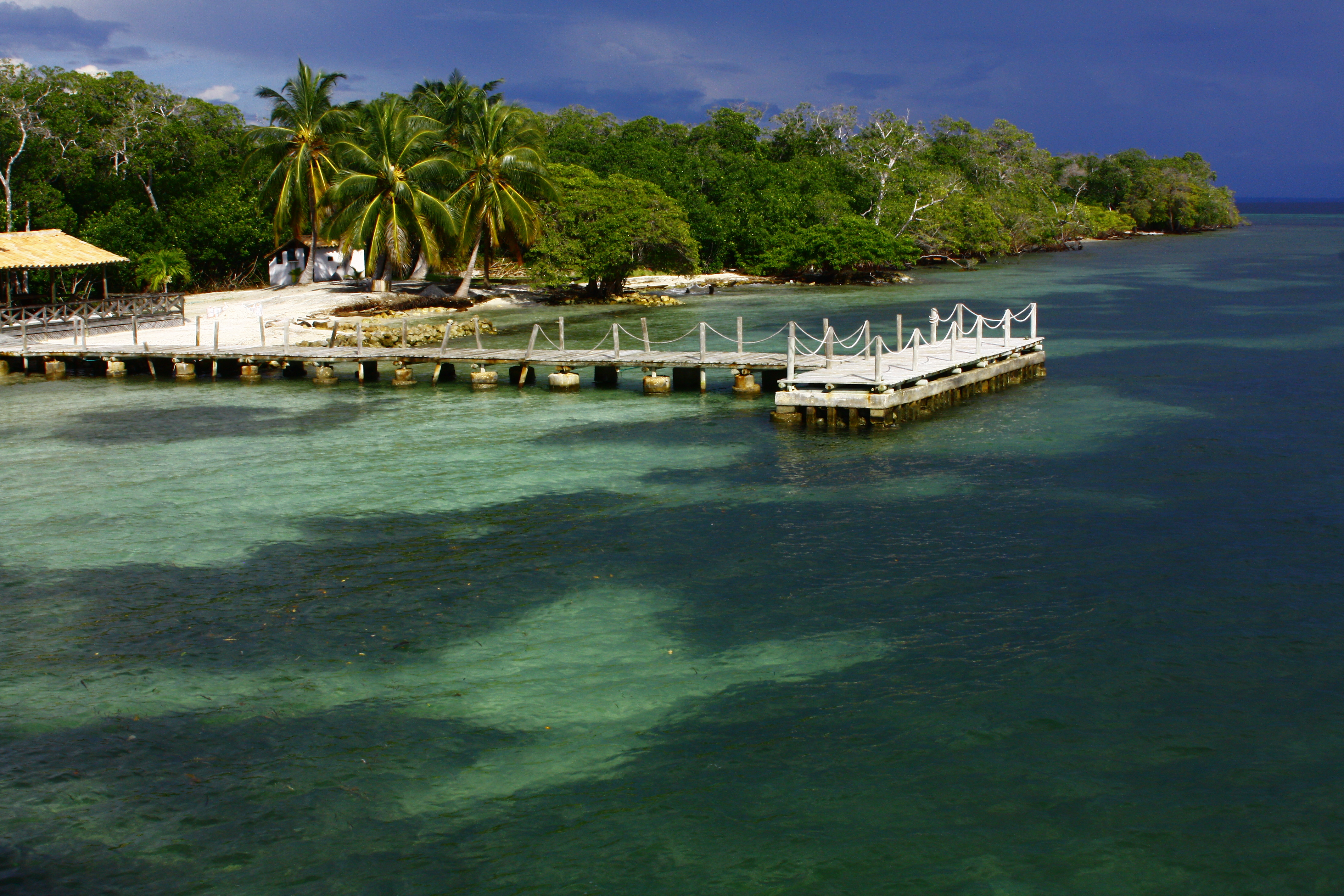
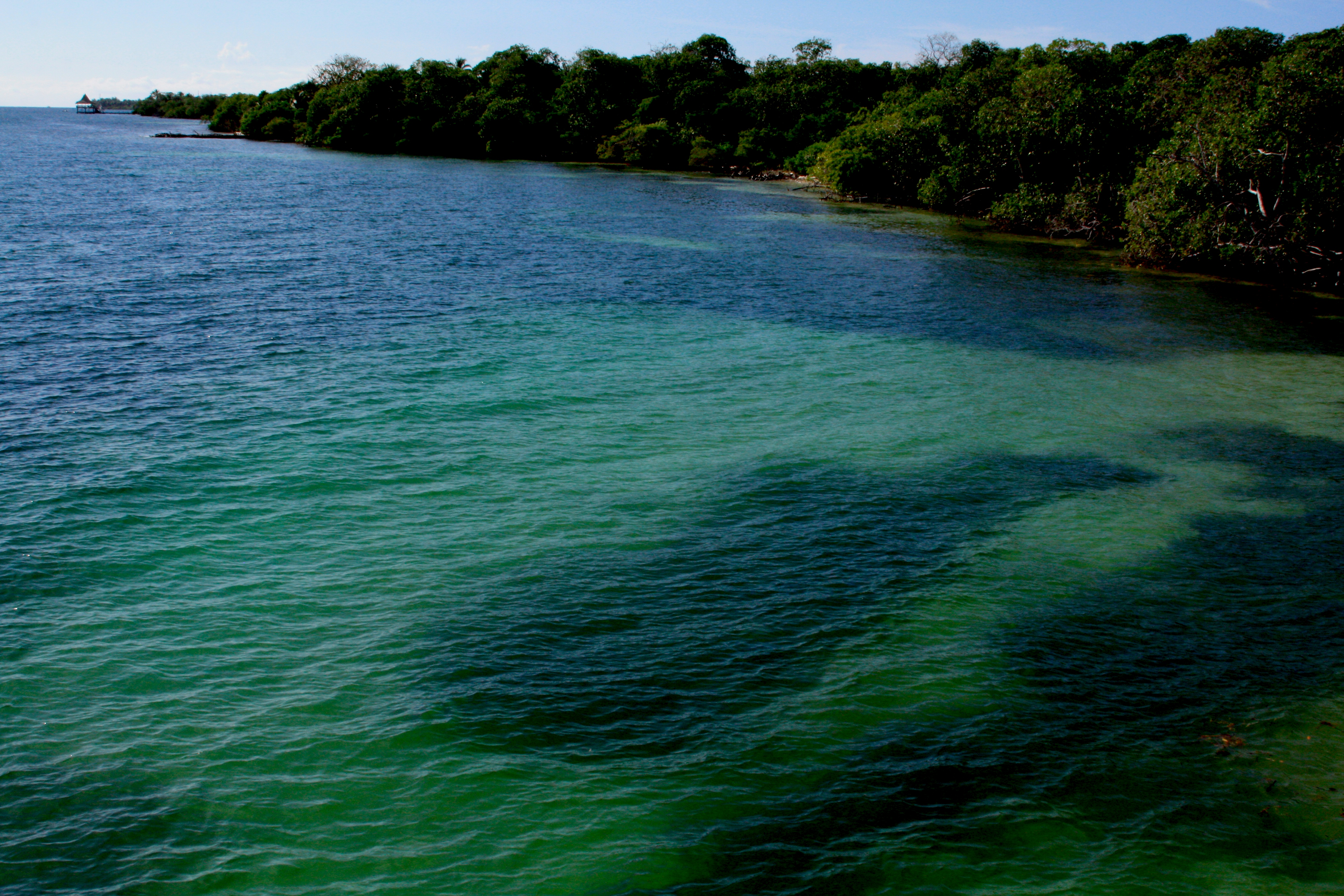
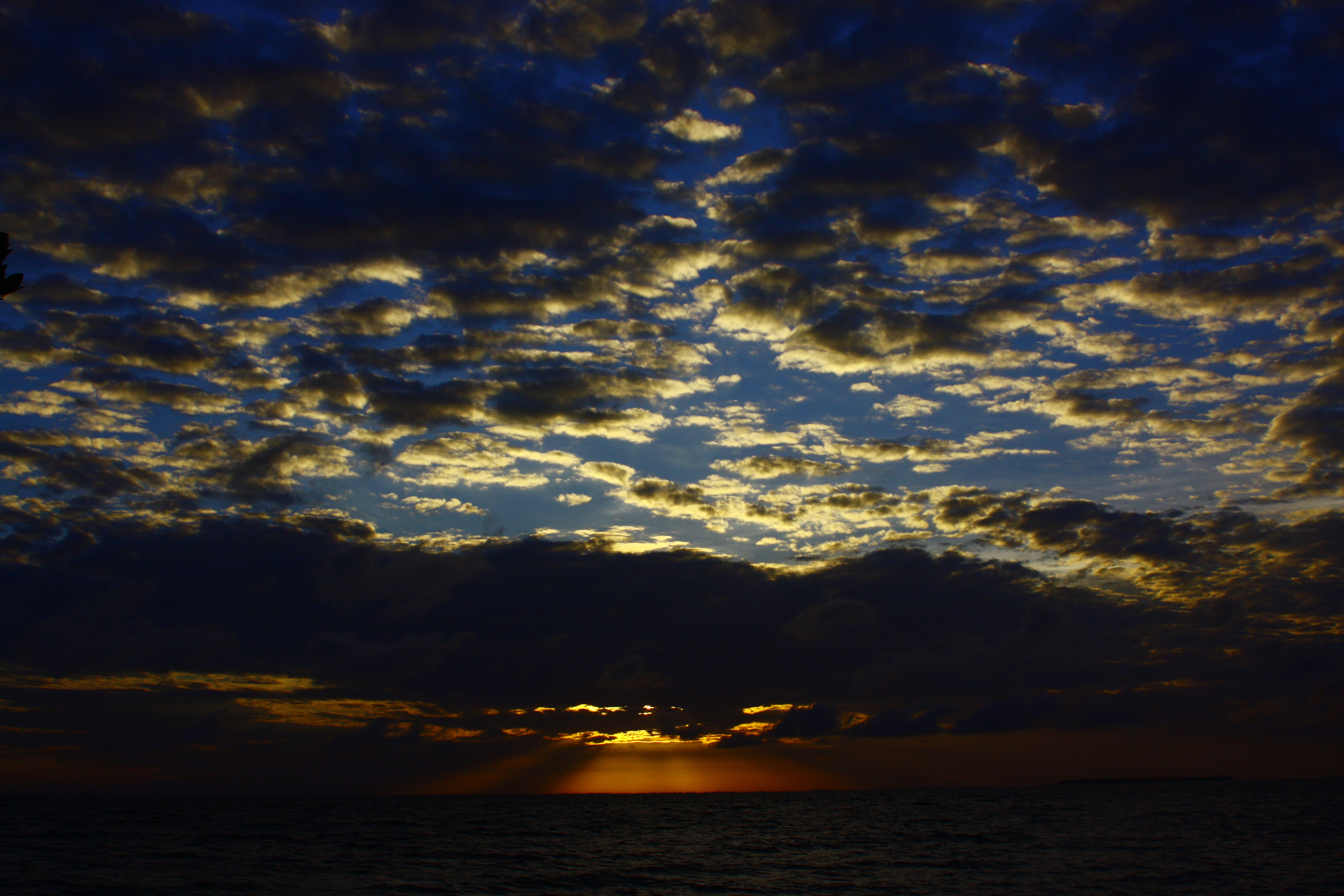